# Legion of Doom (hackers)
Pour les articles homonymes, voir Legion of Doom (homonymie).
Legion of Doom fut un groupe de hackers actif des années 1980 jusque dans les années 2000. Leur nom proviendrait de celui de l'équipe des méchants dans le dessin animé Challenge of the Super Friends (en).
Legion of Doom fut créé par le hacker Lex Luthor après une scission avec son précédent groupe les Knights of Shadow.
A différentes périodes de l'histoire du groupe, LOD fut scindé entre LOD et LOD/LOH (Legion of Doom/Legion of Hackers). Ces groupes existeraient encore pour les membres qui étaient plus qualifiés en hacking qu'en phreaking pur.
À la différence des Master of Deception, plusieurs versions existent sur les réelles motivations des Legion of Doom. Pour certains, LOD publiait le Legion of Doom Technical Journals (Journal Technique de Legion of Doom) et contribuait régulièrement à l'avancée des connaissances communes des hackers sans commettre de dommages aux systèmes informatiques et téléphoniques dont ils s'emparaient. Pour d'autres, la LOD multipliait les inculpations contre certains membres (Grant, Darden, Riggs...) et des poursuites pour des attaques ayant dégradé de systèmes téléphoniques[pas clair].

## Membres de LOD
Si la plupart des membres de Legion of Doom restent inconnus, certains membres parmi les plus influents sont en revanche identifiés, on peut citer : Chris Goggans « Erik Bloodaxe », Dave Buchwald « Bill From RNOC », Patrick K. Kroupa « Lord Digital », Loyd Blankenship « The Mentor », Bruce Fancher « Dead Lord » et Mark Abene « Phiber Optik ».
D'autres membres connus sont : Leonard Rose « Terminus » Steven Nygard « The Dragyn », Steven G. Steinberg « Frank Drake », Corey A. Lindsly « Mark Tabas », Peter Jay Salzman « Thomas Covenant », Kenton Clark « Monster X », Adam Grant « The Urvile », Frank Darden « The Leftist », Robert Riggs « The Prophet », Todd Lawrence « The Marauder », Scott Chasin « Doc Holiday », Dan Karon « Control-C » aka « Phase Jitter », Chuck Poole « Compu-Phreak », and Robert Keyes « Dr. Who » alias « Skinny Puppy ».
Enfin certains membres ne sont connus que sous leurs pseudonymes tel que : Dr. Dos, Agrajag The Prolonged, King Blotto, Blue Archer, Unknown Soldier, Sharp Razor, Paul Muad'Dib (décédé), Phucked Agent 04, Randy Smith, Steve Dahl, The Warlock, Terminal Man, Silver Spy (seulement quelques traces après le démantèlement du groupe), The Videosmith, Kerrang Khan, Gary Seven, Carrier Culprit, Phantom Phreaker, Doom Prophet, Prime Suspect et Professor Falken.